# Stéphane Buriez
 (juin 2010).
Si vous disposez d'ouvrages ou d'articles de référence ou si vous connaissez des sites web de qualité traitant du thème abordé ici, merci de compléter l'article en donnant les références utiles à sa vérifiabilité et en les liant à la section « Notes et références ».
Stéphane Buriez (né le 13 décembre 1967 à Lille en France) est le fondateur, compositeur principal, chanteur et guitariste du groupe de thrash/death metal français Loudblast depuis 1985 (c'est aussi le seul membre de la formation d'origine). Il est également guitariste au sein du groupe Clearcut qu'il a fondé en 1999 avec Hervé Coquerel, batteur de Loudblast.
En plus d'être chanteur et guitariste, il est aussi ingénieur du son et producteur artistique. En 2000, il crée le studio d'enregistrement LB LAB, à Roncq, près de Lille.
Il travaille en indépendant depuis 2005.
Depuis 2012, Stéphane présente sur l'Énôrme TV l'émission Une Dose 2 Metal, une émission où il reçoit des groupes de metal de la scène française ou internationale.
En 2016, il rejoint Frédéric Leclercq (DragonForce) et Joey Jordison (ex-Slipknot, Scar The Martyr, ex-Murderdolls...) dans leur nouveau groupe Sinsaenum au poste de guitariste.

## Crédits de production

### 2018
- Locomuerte « La Brigada de los muertos »

### 2012
- Junkyard Birds Free Wheeling Free Will
- Seth Les Blessures de l'Âme (remastered)
- Nobody's Straight Bicephale

### 2011
- Tagada Jones Descente aux enfers

### 2010
- Behemoth Evangelia Heretika DVD (Live in Paris 2008)
- Kristendom
- The Divergents Life Equals Death Somehow
- Denonciator Denonce Si Y'a Tort
- Impureza La Iglesia Del Odio

### 2009
- Loudblast Loud, Live & Heavy
- Black Bomb A From Chaos
- Betraying The Martyrs The Hurt The Divine The Light, EP
- Broken Edge Kaos Fear
- 91 ALLSTARS Tell est la loi
- Carcariass E-xtinction
- Smash Hit Combo Nolife
- Flesh And Dust Dark Season
- Fall And Bounce Taste Of Your Medicine
- Checkmate D'Or Et d'Acier, EP
- Darkness Dynamite The Astonishing Fury Of Mankind

### 2008
- Tagada Jones Les Compteurs A Zéro
- Dylath-Leen Semeïon
- Bliss Illusions In Motion
- Self Defense Implosion
- Fall Of Death Horror's Odysseys, EP
- N.e.m.e.s.y.S The Temple Of Nemesys
- Crossingate Looted Passion
- Dislocation Soulgrinders from the Stars

### 2007
- L'Esprit Du Clan Chapitre 3 : Corpus Delicti
- Domb Pamalalarache
- Peach ftl Supernova
- X-Vision So Close, So Far
- Angher Hidden Truth
- Jadallys Labyrinthes

### 2006
- The Versus Hologramme
- Blockheads Shapes Of Misery
- Unswabbed Instinct

### 2005
- L'esprit Du Clan Chapitre 2 : Reverence
- Carving One n' All Fight For Unity
- Zombie Eaters Axe & Cible
- Parabellum Panem circenses and rock'n'roll
- Devianz Una Duna In Mezzo All’Oceano

### 2004
- Loudblast Planet Pandemonium
- Black Bomb A Speech Of Freedom
- Inside Conflict Spherical Mirage
- X-Vision Time Of The New Salvery
- Unswabbed Unswabbed

### 2003
- Tang This Quietness Booms About On The Walls Like Birds In Panic
- Act Of Gods Dies Irae, EP
- Ace Out Sé Sono Ké Moon
- S-Core Riot...Process Engaged
- Lycosia Lycosia
- Klang The Very Pissed Of...

### 2002
- No Flag Big Boss
- Broken Edge Obey And Conform
- Aeons Supergreen
- Dehumanised Delight Of The Earth
- Blackness Dawn Of The New Sun
- Oversoul State Of Decadence
- Himinbjorg Haunted Shores
- Gerb Of Life Gerb Of Life
- Carcariass Killing Process
- Recueil Morbide Hurt By Human Race

### 2001
- Black Bomb A Human Bomb
- Hertz And Silence Bio(un)logical
- Boost In Difference
- Dylath-Leen Insecure
- Himinbjorg Third
- Latrodectus Darkened Abyss
- Gurkkhas A Life Of Suffering
- Tom Fool Lift

### 2000
- Clearcut Clearcut
- Teen Machine Billy
- Blackness Crush... Unleash The Beast
- Broken Edge Nofamenonamenoshame
- Disgust In Aeternum
- No Flag Lubrifist
- Unswabbed Mort Fine

### 1999
- Black Bomb A Straight In The Vein, EP
- Hertz And Silence You! Machine
- Gameness A Gift To The Victims
- Lycosia No Love Lost
- No Flag Double Dong 47mm

### 1998
- Lycosia Land Of Tears

### 1997
- Anorexia Nervosa Exile
- Aeons Hegire
- Disgust Inquisition

## Discographie

### Loudblast
- Licensed to Thrash (1987, split-cd avec Agressor)
- Sensorial Treatment (1989)
- Disincarnate (1991)
- Sublime Dementia (1993)
- Cross the Threshold (1993, EP)
- The Time Keeper (1995, live à L'Observatoire de Cergy)
- Fragments (1998)
- A Taste Of Death (1999, compilation)
- Planet Pandemonium (2004)
- Loud, live & heavy (2009, live cd + dvd)
- Frozen Moments Between Life and Death (2011)
- Burial Ground (2014)
- Manifesto (2020)

### Clearcut
- Clearcut (2000)

### Sinsaenum
- Echoes of the Tortured (2016)